# Capgròs (revista)
Capgròs és un setmanari local que s'edita a Mataró des de l'any 1984. S'hi publiquen articles d'interès relacionats amb la ciutat i la comarca del Maresme. Va ser un dels primers setmanaris gratuïts de Catalunya editat íntegrament en català i a tot color. El 2008 va modernitzar el concepte redaccional i eixamplar els temes d'oci i turisme. El 2014, amb 56.000 lectors segons el baròmetre de l'Estudi General de Mitjans, era el tercer setmanari gratuït més llegit de Catalunya. El 2016 la casa editorial va rebre el Premi a la Millor Empresa Editora en reconeixement de la seva trajectòria «amb mitjans de referència com el Capgròs». A partir del mes de gener del 2023 la revista en paper es publica mensualment.